# Сіді-Ахмед (авіабаза)
Авіаба́за Сіді́-Ахме́д — аеродром з інфраструктурою базування військової авіації в Тунісі, розташований у  7 км на захід від Мензель-Абдеррахман, і в 9 км на захід-південний захід від Бізерти. Авіабаза військово-повітряних сил Тунісу.

## Історія авіабази
Летовище у Сіді-Ахмед було збудоване до Другої світової війни за часів французького протекторату. Тоді аеродром був названий «Ролан Гаррос» (фр. Roland Garros), на честь французького піонера авіації та героя Першої світової війни Ролана Гарроса, який першим здійснив переліт через Середземне море. Гаррос стартував у Фрежусі в Південній Франції і приземлився у Бізерті.
Під час Другої світової війни аеродром використовувався 12-ю повітряною армією ВПС США в ході Північно-Африканської кампанії і вторгнення до Італії. Американці його класифікували як важкобомбардувальний аеродром Бізерта (англ. Bizerte Airfield). На аеродромі Бізерта в період між 2 і 9 грудня 1943 базувалися «літаючі фортеці» B-17 Flying Fortress 2-ї важкобомбардувальної групи.
Після Другої світової війни на аеродромі базувалися навчально-тренувальні і транспортні літаки військово-морської бази в Бізерті. Спроба командувача бази адмірала Моріса Аммана у червні 1961 року провести реконструкцію і подовжити злітно-посадкову смугу аеродрому призвела до масових заворушень тунісців і франко-туніської дипломатичної напруженості, які вилились у міждержавний збройний конфлікт, відомий як «бізертинська криза». В ході військових зіткнень 19-23 липня 1961, авіабаза була піддана мінометному обстрілу, в результаті якого були пошкоджені сім літаків (5 «Мартінів» і 2 «Моране-500»).
Після передачі аівабази Тунісу у 1963 році — військово-повітряна база збройних сил Тунісу.

## Сили, що базуються
Частини ВПС, що дислокуються на базі:
- 11-та навчально-тренувальна авіаескадрилья: літаки Aermacchi MB-326.
- 15-та винищувальна авіаескадрилья: Northrop F-5 Tiger/TigerII.
- 21-ша транспортна авіаескадрилья: C-130 Hercules, L-410 Turbolet, G-222.